# Clones
Clones is een plaats in het Ierse graafschap Monaghan.